# (6208) Wakata
(6208) Wakata ist ein Asteroid des Hauptgürtels, der am 3. Dezember 1988 von den japanischen Astronomen Kin Endate und Kazurō Watanabe am Kitami-Observatorium (IAU-Code 400) in Hokkaidō entdeckt wurde.
Der Asteroid wurde nach dem japanischen Astronauten Kōichi Wakata (* 1963) benannt, der nach seiner Arbeit als Ingenieur für Japan Airlines (JAL) und nach seiner Ausbildung als Missionsspezialist 1992 bereits zwei Langzeitaufenthalte auf der ISS absolviert hat und für einen dritten eingeplant ist.